# Шість місяців, три дні
«Шість місяців, три дні» (англ. Six Months, Three Days) — науково-фантастична повість Чарлі Джейн Андерс. 2011 року її спочатку було опубліковано онлайн на Tor.com і як електронну книгу, а потім було перевидано в Some of the Best from Tor.com: 2011 Edition and Year's Best SF 17. У 2012 році він отримав премію «Г'юго» за найкращу повість.
У жовтні 2017 року Tor.com опублікував «Шість місяців, три дні» у збірці коротких проз Андерс «Шість місяців, три дні, п'ять інших».

## Сюжет
Твір розповідає про стосунки двох людей із надприродними здібностями до передпізнання майбутнього: Дуга та Джудіт. Дуг має здатність чітко бачити всі події свого майбутнього, немов вони викарбувані у камені. Він переконаний, що майбутнє фіксоване й незмінне. Джудідіт, навпаки, бачить безліч можливих варіантів майбутнього й вважає, що вчинки людей впливають на те, яким буде результат. Коли вони зустрічаються, обидва знають, що їхній роман триватиме рівно шість місяців і три дні та закінчиться болісним розривом. Попри це, вони вирішують почати стосунки, адже хочуть перевірити, чи можна змінити передбачене майбутнє. Протягом їхнього спільного часу герої розмірковують про суть долі, вибір та кохання. Їхні суперечності щодо фаталізму та свободи волі стають не лише інтелектуальним конфліктом, але й частиною їхніх емоційних стосунків. Фінал підтверджує, що пророкування справдилося: їхній роман закінчується, але обидва герої отримують важливі уроки про життя, любов і прийняття.
Головні теми роману: кохання та доля (досліджується природу кохання, його сила та здатність долати навіть найнеминучіші перешкоди); вибір та свобода волі (герої намагаються змінити свою долю, попри знання майбутнього), час та передбачення (твір розглядає поняття часу, передбачення майбутнього та його вплив на життя людей). Особливості роману: оригінальна концепція (ідея про двох людей, які закохуються, знаючи про трагічний кінець їхніх стосунків), філософські питання (сенс життя, свобода волі та природа часу), емоційність (попри науково-фантастичний сюжет, твір викликає глибокі емоції).

## Фон
В інтерв'ю 2016 року Андерс сказала, що в цій повісті «великим викликом для мене… було знайти задовільне рішення» на запитання, яке майбутнє є правильним: «вони обидва не можуть бути правими, але вони обоє мають рацію, і як це працює?» В іншому інтерв'ю 2016 року Андерс прокоментувала, що на її рішення зробити свій роман 2016 року «Усі птахи в небі» «історією стосунків» вплинули стосунки, які вона створила в «Шість місяців, три дні».

## Історія поширення
Спочатку опублікований онлайн на Tor.com (нині Reactor) та у форматі електронної книги через Macmillan 8 червня 2011 року, «Шість місяців, три дні» було зібрано в різні книги. Кілька років потому компанія Tachyon випустила обмежений тираж у 300 примірників. Tor.com перевидав «Шість місяців, три дні» у збірці короткометражної прози Андерс «Шість місяців, три дні, п'ять інших» у 2017 році.
Пізніше його було передруковано в таких антологіях, як «Дещо з найкращого від Tor.com: видання 2011 року» і «Найкраща наукова фантастика 2017 року».

## Відгуки
Рейчел Свірскі описала історію як «філософський контраст» між детермінізмом і свободою волі. Джим К. Хайнс сказав, що розв'язання Андерсом конфлікту фіксованого проти множинного майбутнього було «одночасно трагічним, страшним і обнадійливим», але додав, що воно «здається правильним для історії».
У 2013 році Deadline Hollywood оголосив про підготовку телевізійної адаптації для NBC, сценарій якої написав Ерік Гарсія.

## Нагороди
| Рік      | Нагорода                 | Категорія       | Результат    | посилання |
| -------- | ------------------------ | --------------- | ------------ | --------- |
| 2012 рік | Премія Г'юго             | Коротка повість | Перемога     |           |
| 2012 рік | Премія Локус             | Коротка повість | Номінація    |           |
| 2012 рік | Премія Неб'юла           | Коротка повість | У шорт-листі |           |
| 2012 рік | Премія Теодора Стерджена | —               | У шорт-листі |           |

## Примітка
1. ↑  Freebase Data Dumps — Google.
2. ↑  2012 Hugo Award Winners. The Hugo Awards. 2 вересня 2012.
3. 1 2  Six Months, Three Days, Five Others. Internet Speculative Fiction Database. Процитовано 26 листопада 2017.
4. ↑  Interview: Charlie Jane Anders. Lightspeed. May 2016. Процитовано 8 січня 2017.
5. ↑  Liang, Adrian (27 січня 2016). 'Witch Vs. Mad Scientist': Charlie Jane Anders on Her Novel All the Birds in the Sky. Omnivoracious.com. Процитовано 6 квітня 2017.
6. ↑  Anders, Charlie Jane (8 червня 2011). Six Months, Three Days. Reactor (амер.). Процитовано 2 квітня 2024.
7. ↑  Six Months. macmillan.
8. ↑  Six Months, Three Days. Tachyon Publications (амер.). Процитовано 15 вересня 2024.
9. ↑  Hugo Novelettes. jimchines.com. 6 червня 2012. Процитовано 8 січня 2017.